# ニコラ・マユ
- ニコラ・マウー

ニコラ・ピエール・アルマン・マユ（Nicolas Pierre Armand Mahut, 1982年1月21日 - ）は、フランス・アンジェ出身の男子プロテニス選手。自己最高ランキングはシングルス37位、ダブルス1位。2015年全米オープン男子ダブルス、2016年ウィンブルドン選手権男子ダブルス、2018年全仏オープン男子ダブルスでピエール＝ユーグ・エルベールとペアを組んで優勝した。ATPツアーでシングルスは4勝、ダブルスで37勝がある。右利き、バックハンド・ストロークは片手打ち。
ニコラ・マウーの表記も多く見られる。また、2010年ウィンブルドン選手権男子シングルスにおいて史上最長試合11時間5分を記録したことで知られる。

## 選手経歴

### 2000年 プロ転向
5歳からテニスを始めた。2000年にプロ入り。ジュニア時代、2000年ウィンブルドン選手権の男子ジュニアシングルス部門で、マリオ・アンチッチを破って優勝したことがある。

### 2001年 グランドスラム初出場
2001年全豪オープンで4大大会にデビューした時は、1回戦でアンドレイ・メドベデフに2-6, 4-6, 6-2, 6-4, 4-6で敗れた。2001年からの2年間は、主にフランス国内の下部サーキットで下積み生活を送った。

### 2003年 ツアーダブルス初優勝
2003年と2004年に9月のモゼール・オープン大会でダブルス2連覇を果たしている。

### 2006年 全日本選手権初優勝
3月、京都市体育館で開かれたATPチャレンジャーツアーの全日本室内テニス選手権に出場し、決勝で盧彦勲を6-4, 6-1で破って優勝した。この年はウィンブルドンで初の3回戦進出があり、マユは第1シードのロジャー・フェデラーに3-6, 6-7, 4-6のストレートで完敗した。2006年までシングルスでの好成績が少なかった。

### 2007年 全米ダブルスベスト4
6月中旬にウィンブルドン選手権前哨戦の1つであるアルトワ選手権で準優勝した。3回戦でイワン・リュビチッチを破り、準々決勝で全仏オープン3連覇を達成したばかりのラファエル・ナダルを破って注目を集める。準決勝では同国の親友アルノー・クレマンを破り、初めてのATPツアー大会決勝戦に進出したが、決勝ではアンディ・ロディックに第2・第3セットのタイブレークを奪われ、6-4, 6-7, 6-7で敗れた。ウィンブルドンでは2回戦で同じフランスのリシャール・ガスケに敗退している。7月のニューポート大会で2度目の決勝に進出したが、ファブリス・サントロに 4–6, 4–6 で敗れている。ダブルスでは2007年全米オープンでジュリアン・ベネトーと組みベスト4に進出した。

### 2010年 史上最長試合
2010年ウィンブルドン選手権男子シングルスでは1回戦でジョン・イズナーと史上最長試合を演じた。詳細は後述。

### 2013年 ツアーシングルス初優勝
2013年全仏オープン男子ダブルスではミカエル・ロドラと組んで決勝に進出した。決勝ではブライアン兄弟組に4–6, 6–4, 6–7(4)で敗れ準優勝となった。表彰式のスピーチにおいてダブルスに専念するためにシングルスの引退を考えていたことを告白した。2013年全仏終了後の得意の芝のシーズンに入り、トップシェルフ・オープンの決勝まで予選から勝ち進み、決勝戦でスタニスラス・ワウリンカをストレートで破り、31歳でキャリア初のシングルス優勝を果たした。ランクを240位から一気に120位台まで上昇させ、そして1ヶ月後、ウィンブルドン翌週のテニス殿堂選手権の大会でダブルヘッダーながら元世界ランク一位のレイトン・ヒューイットを相手にフルセットの末に勝利し、キャリア2勝目を挙げ一年ぶりに100位以内にランクを戻し75位まで上昇させる。
年度末にはキャリアハイに近づく50位まで順位を上昇させた。

### 2014年 シングルス世界37位
全豪オープンの前哨戦となるブリスベン国際においてロジャー・フェデラーとダブルスを組み準決勝まで進出し、順調なシーズンの滑り出しを見せた。2014年全豪オープン男子ダブルスにて優勝ペアに準決勝で敗れるもミカエル・ロドラとのダブルスは好調を維持し、2月の ABNアムロ世界テニス・トーナメントでシーズン初優勝を果たした。

### 2015年 全米ダブルス初優勝

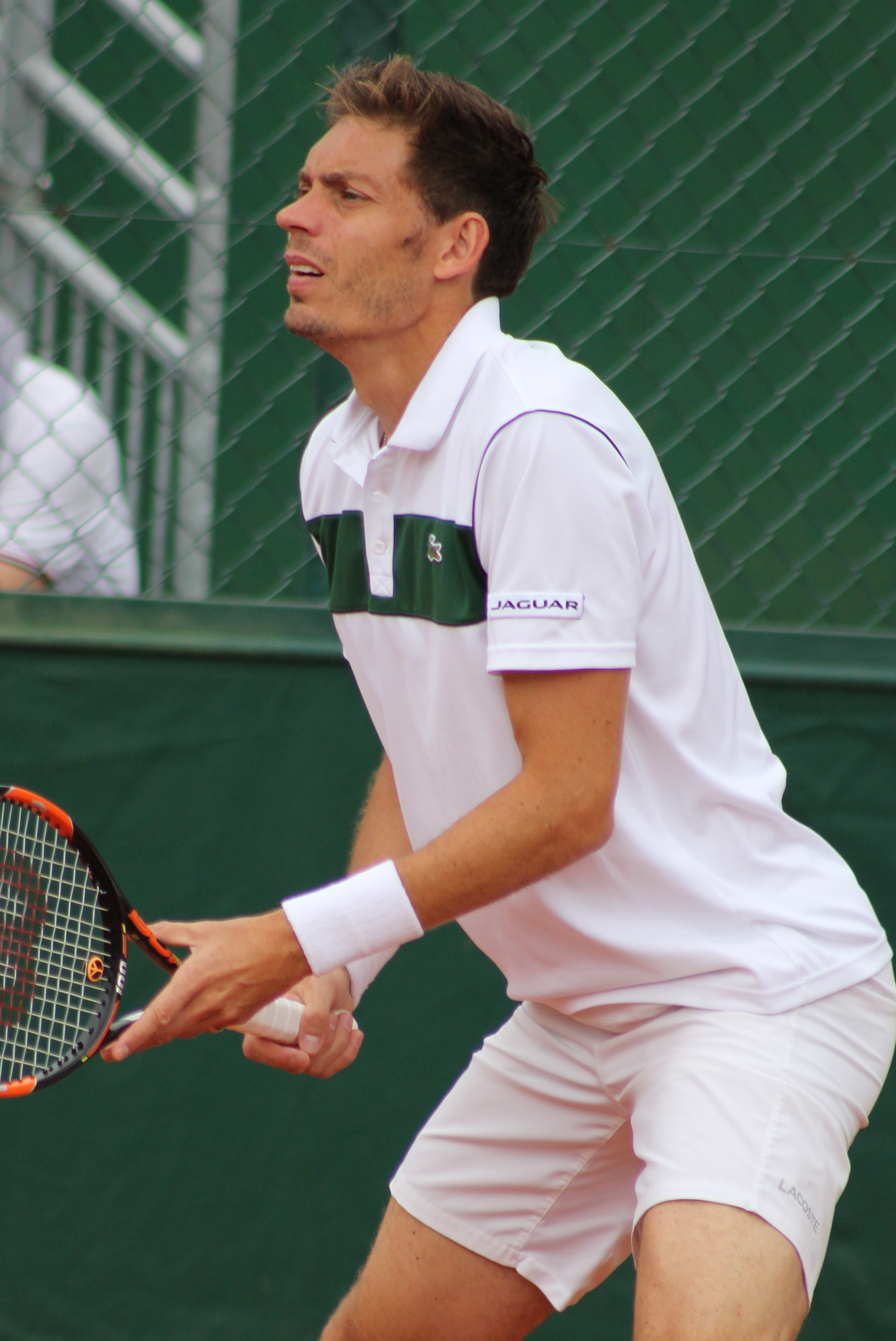
2015年全仏オープンでのニコラ・マユ

全豪オープンダブルスではピエール＝ユーグ・エルベールと組んで自身二度目のGS決勝に進出。ボレリ/フォニーニ組にストレートで敗れ準優勝となった。3月にはデビスカップフランス代表に初選出され、ダブルス戦においてジュリアン・ベネトーと組みフランスチーム初戦突破に貢献した。そして、得意の芝シーズンに入りトップシェルフ・オープンの決勝まで予選から再度勝ち進み、決勝戦でダビド・ゴフィンをストレートで破り、シングルス3つ目となる優勝を飾った。全米オープンに単複出場し、ダブルスにてピエール＝ユーグ・エルベールとともに決勝に進んだ。J・マリー/ピアーズ組をストレートで破り、悲願のグランドスラム初優勝を遂げた。フランスペアとして史上初の全米ダブルス優勝でもあった。シーズン最後を飾る2015年ATPワールドツアー・ファイナル初出場を果たし、ラウンドロビンで敗退だったもののそれまでのキャリア最高の成績を飾った。

### 2016年 ウィンブルドンダブルス初優勝 ダブルス世界1位
2016年はエルベールとのペアでBNPパリバ・オープン、マイアミ・マスターズ、モンテカルロ・マスターズで優勝し、マスターズ3連勝を記録した。全仏オープン終了後のダブルス世界ランキングで1位となった。芝初戦のロスマーレン・グラスコート選手権では決勝でジレ・ミュラーを破り連覇を果たす。ウィンブルドンでは、シングルスの2回戦で第13シードのダビド・フェレールを、3回戦でダブルスのペアエルベールに勝利し、自身初のグランドスラム4回戦進出を果たす。4回戦で第28シードのサム・クエリーに敗れた。ダブルスでは第1シードで出場し、決勝でベネトー/ロジェ＝バセランに6–4, 7–6(1), 6–3で勝利し、グランドスラム2勝目をあげた。

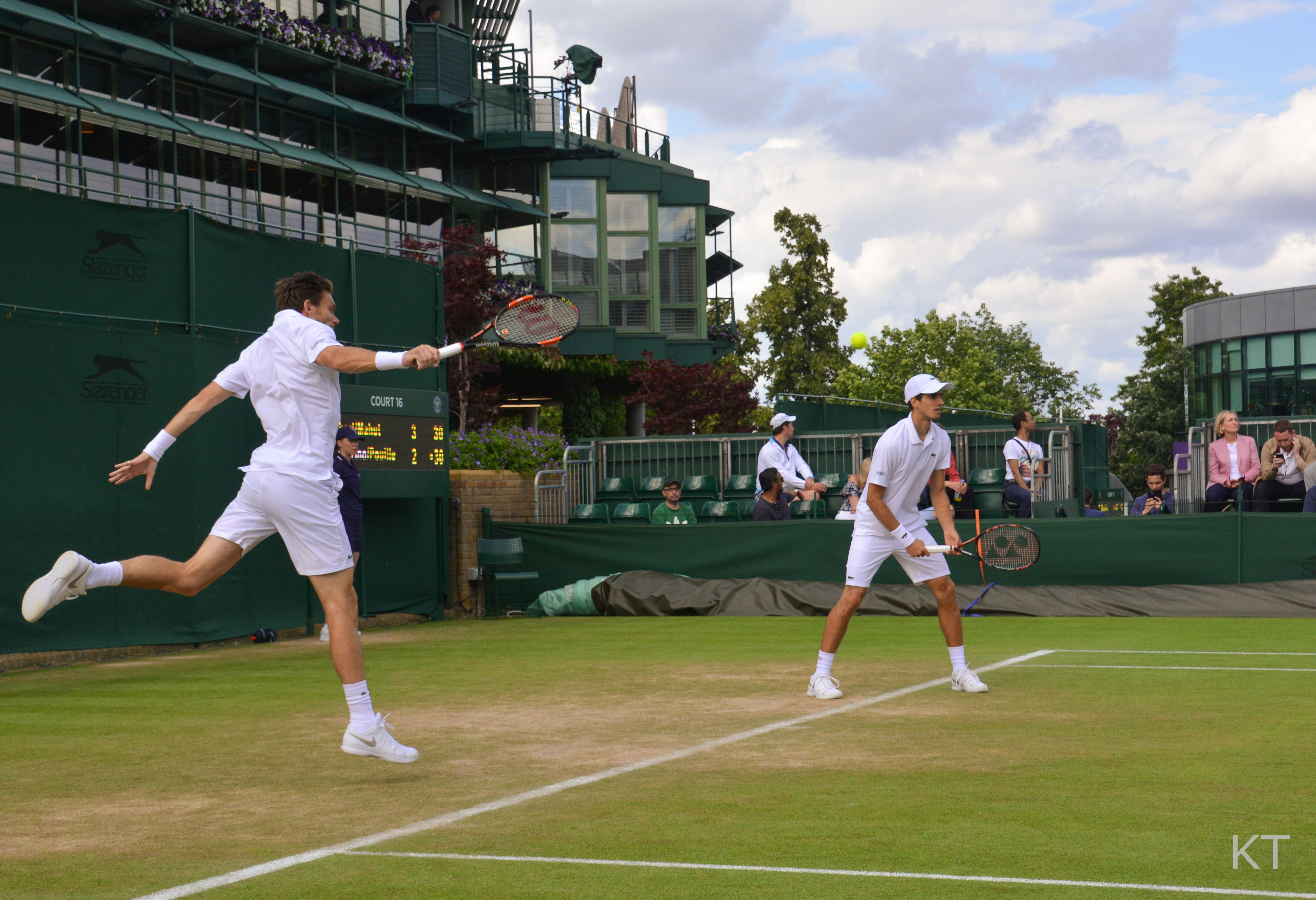
2016年ウィンブルドンのマユとエルベール

### 2018年 全仏ダブルス初優勝
2018年はエルベールとのペアで全仏オープンに決勝進出、決勝でマラチ/パビッチ組に6-2,7-6(4)で勝利し、地元の全仏オープンで初優勝を果たす。

### 2019年 キャリアグランドスラム達成
全豪オープンに決勝進出、決勝でアンリ・コンティネン/ジョン・ピアース組を6-4, 7-6で破り、全豪オープン初優勝を決めた。これにより、マユは4大大会男子ダブルスですべてのタイトルを獲得するキャリア・グランドスラムを達成した。

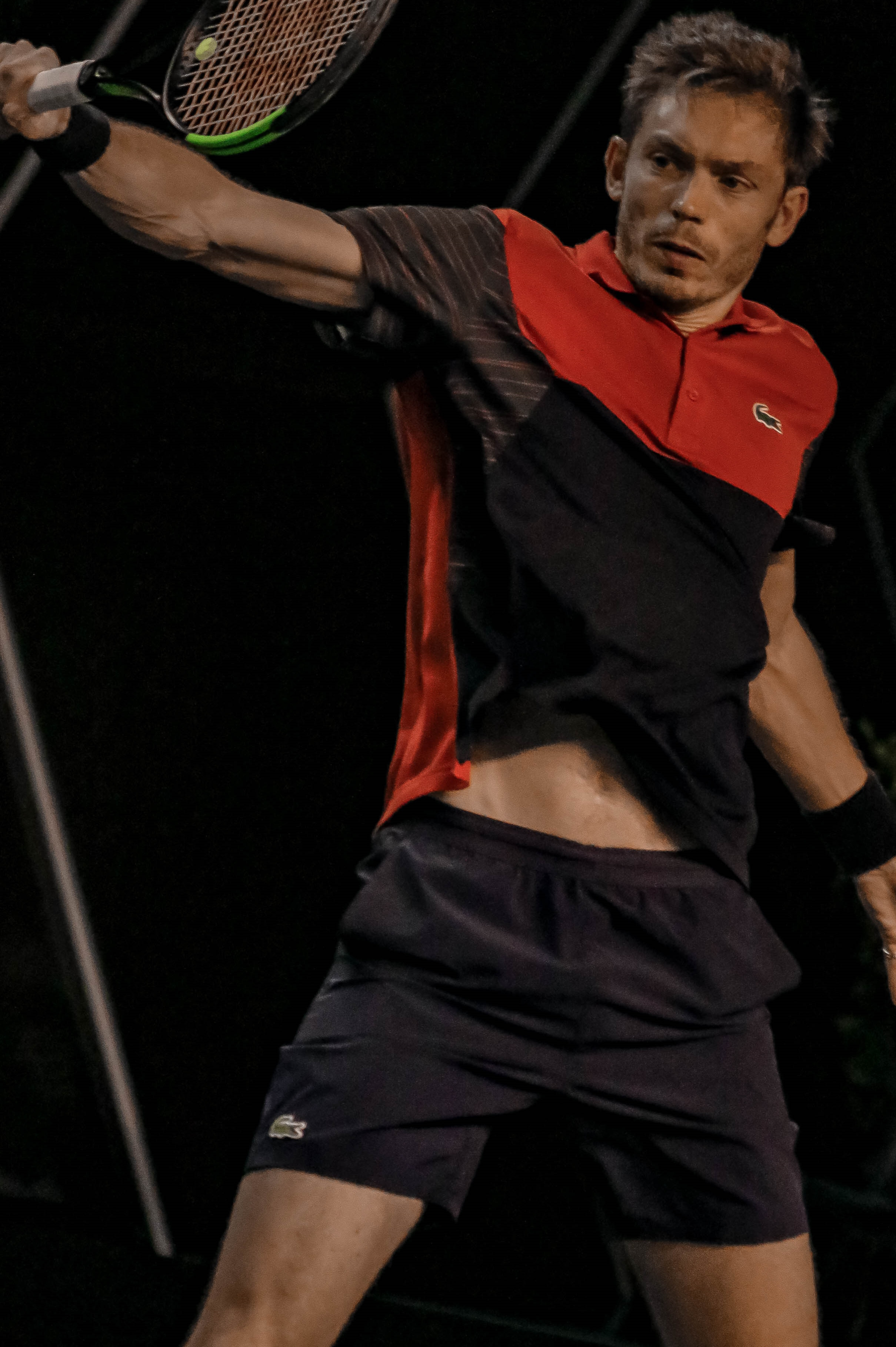
2019年パリ・マスターズでのニコラ・マユ

## 史上最長試合

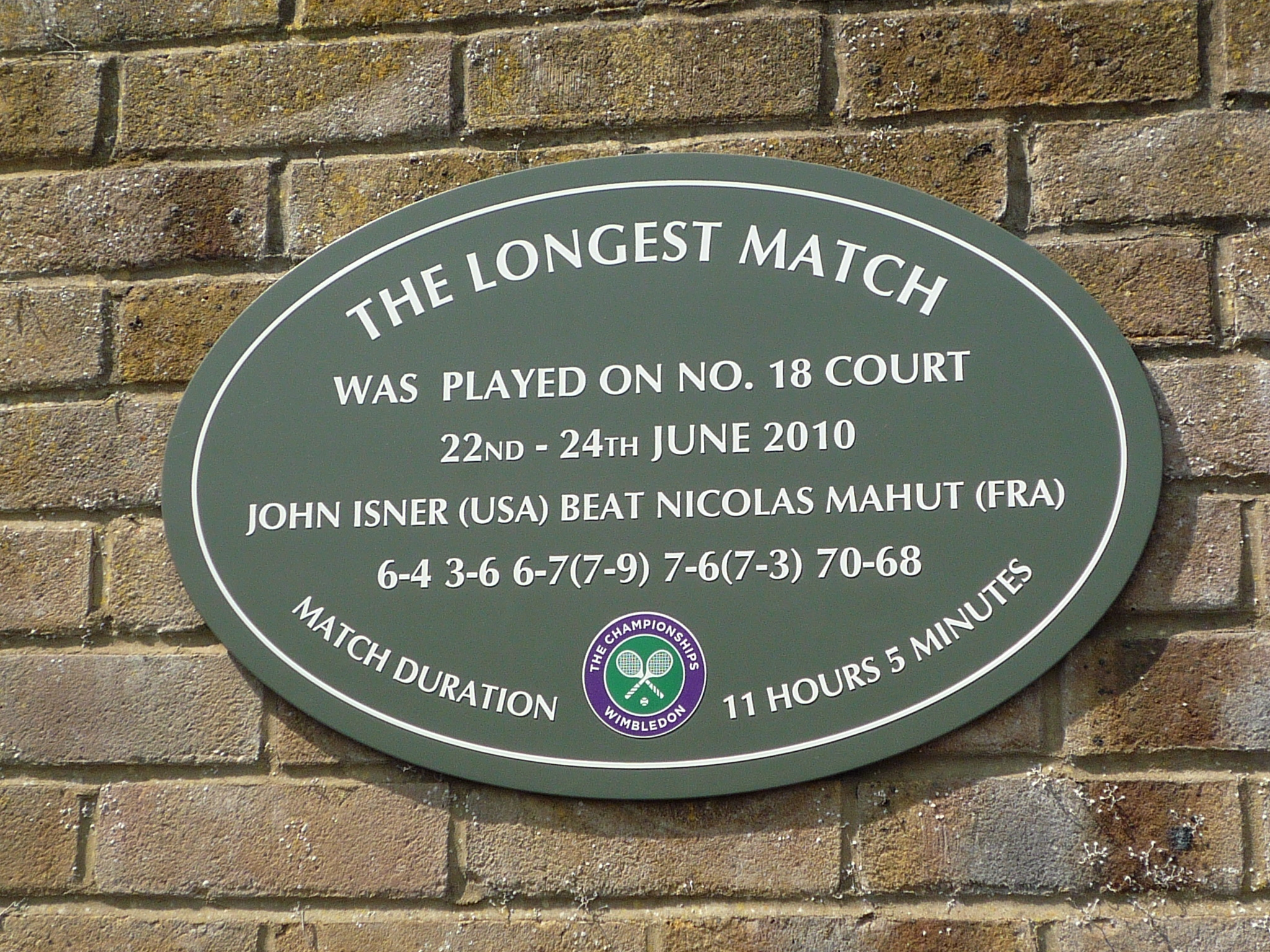
コート18に飾られた史上最長試合の記念碑

2010年6月22日から24日、2010年ウィンブルドン選手権男子シングルス1回戦において、当時世界ランク23位のジョン・イスナーと戦い、 史上最長記録となる11時間5分を記録した。それまでの最長記録は2004年全仏オープン男子シングルスで記録された6時間33分である。
2010年6月22日18時13分（イギリス夏時間で17時13分）に18番コートにて試合が開始。21時7分、第5セットを始まる前に翌日に延期。水曜23日14時5分試合再開。17時45分、最長記録を更新。21時9分、最終セット59ゲームオールにて翌日に延長。木曜24日15時40分試合再開。3日目の16時47分最終セット8時間11分で、4-6, 6-3, 7-6, 6-7, 68-70 で敗れた。
|                  | 1 (32分) | 2 (29分) | 3 (49分) | 4 (64分) | 5 (491分) |
| ---------------- | -------- | -------- | -------- | -------- | --------- |
| ジョン・イスナー | 6        | 3        | 67       | 7        | 70        |
| ニコラ・マユ     | 4        | 6        | 7        | 63       | 68        |

### 記録
- 1試合でのエース数「113本」
- 1セットでのエース数「85本」
- 1試合でのゲーム獲得数「92」
- 1試合でのゲーム敗北数「91」
- 1試合のウィナー数「246本」
- 1試合最長試合「11時間5分」
- 1日での最長プレイ時間「7時間6分」
- 1日でのゲーム数「118」

## ATPツアー決勝進出結果

### シングルス: 6回 (4勝2敗)
| 大会グレード                            |
| グランドスラム (0-0)                    |
| ATPワールドツアー・ファイナル (0-0)     |
| ATPワールドツアー・マスターズ1000 (0-0) |
| ATPワールドツアー・500シリーズ (0-0)    |
| ATPワールドツアー・250シリーズ (4–2)    |

| サーフェス別タイトル |
| ハード (0–0)         |
| クレー (0-0)         |
| 芝 (4-2)             |
| カーペット (0-0)     |

| 結果   | No. | 決勝日        | 大会               | サーフェス | 対戦相手               | スコア        |
| ------ | --- | ------------- | ------------------ | ---------- | ---------------------- | ------------- |
| 準優勝 | 1.  | 2007年6月17日 | ロンドン           | 芝         | アンディ・ロディック   | 6–4, 6–7, 6–7 |
| 準優勝 | 2.  | 2007年7月15日 | ニューポート       | 芝         | ファブリス・サントロ   | 4–6, 4–6      |
| 優勝   | 1.  | 2013年6月22日 | スヘルトーヘンボス | 芝         | スタン・ワウリンカ     | 6-3, 6-4      |
| 優勝   | 2.  | 2013年7月14日 | ニューポート       | 芝         | レイトン・ヒューイット | 5-7, 7-5, 6-3 |
| 優勝   | 3.  | 2015年6月14日 | スヘルトーヘンボス | 芝         | ダビド・ゴフィン       | 7-6(1), 6-1   |
| 優勝   | 4.  | 2016年6月13日 | スヘルトーヘンボス | 芝         | ジレ・ミュラー         | 6-4, 6-4      |

### ダブルス: 46回 (30勝16敗)
| 結果   | No. | 決勝日         | 大会                 | サーフェス        | パートナー                       | 対戦相手                                              | スコア                              |
| ------ | --- | -------------- | -------------------- | ----------------- | -------------------------------- | ----------------------------------------------------- | ----------------------------------- |
| 優勝   | 1.  | 2003年9月29日  | メス                 | ハード (室内)     | ジュリアン・ベネトー             | ミカエル・ロドラ ファブリス・サントロ                 | 7–6(2), 6–3                         |
| 準優勝 | 1.  | 2003年10月6日  | リヨン               | カーペット (室内) | ジュリアン・ベネトー             | ジョナサン・エルリック アンディ・ラム                 | 1–6, 3–6                            |
| 準優勝 | 2.  | 2004年7月10日  | ニューポート         | 芝                | グレゴリー・カラズ               | ジョーダン・カー ジム・トーマス                       | 3-6, 57–6, 3-6                      |
| 優勝   | 2.  | 2004年10月16日 | メス                 | ハード (室内)     | アルノー・クレマン               | イワン・リュビチッチ ウロス・ヴィコ                   | 6–2, 7–6(8)                         |
| 準優勝 | 3.  | 2007年9月29日  | バンコク             | ハード            | ミカエル・ロドラ                 | サンチャイ・ラティワタナ ソンチャット・ラティワタナ   | 6-3, 5–7, [7-10]                    |
| 優勝   | 3.  | 2009年10月31日 | リヨン               | ハード (室内)     | ジュリアン・ベネトー             | アルノー・クレマン セバスチャン・グロジャン           | 6–4, 7–6(6)                         |
| 準優勝 | 4.  | 2011年11月13日 | パリ                 | ハード (室内)     | ジュリアン・ベネトー             | ロハン・ボパンナ アイサム＝ウル＝ハク・クレシ         | 2–6, 4–6                            |
| 優勝   | 4.  | 2012年2月5日   | モンペリエ           | ハード (室内)     | エドゥアール・ロジェ＝バセラン   | ポール・ハンリー ジェイミー・マリー                   | 6–4, 7–6(4)                         |
| 優勝   | 5.  | 2012年2月26日  | マルセイユ           | ハード (室内)     | エドゥアール・ロジェ＝バセラン   | ダスティン・ブラウン ジョー＝ウィルフリード・ツォンガ | 3–6, 6–3, [10–6]                    |
| 優勝   | 6.  | 2012年9月23日  | メス                 | ハード (室内)     | エドゥアール・ロジェ＝バセラン   | ヨハン・ブランシュトロム フレデリク・ニールセン       | 7–6(3), 6–4                         |
| 準優勝 | 5.  | 2013年6月8日   | 全仏オープン         | クレー            | ミカエル・ロドラ                 | ボブ・ブライアン マイク・ブライアン                   | 4–6, 6–4, 6–7(4)                    |
| 優勝   | 7.  | 2013年7月15日  | ニューポート         | 芝                | エドゥアール・ロジェ＝バセラン   | ティム・スミチェク ライン・ウィリアムズ               | 6-7(4), 6–2, ［10-5］               |
| 準優勝 | 6.  | 2013年9月22日  | メス                 | ハード (室内)     | ジョー＝ウィルフリード・ツォンガ | フレデリク・ニールセン レイベン・クラーセン           | 4–6, 6-7(5)                         |
| 準優勝 | 7.  | 2014年2月9日   | モンペリエ           | ハード (室内)     | マルク・ジケル                   | ニコライ・ダビデンコ デニス・イストミン               | 4-6, 6–1, ［7-10］                  |
| 優勝   | 8.  | 2014年2月16日  | ロッテルダム         | ハード (室内)     | ミカエル・ロドラ                 | ジャン＝ジュリアン・ロジェ ホリア・テカウ             | 6–2, 7–6(4)                         |
| 準優勝 | 8.  | 2015年1月31日  | 全豪オープン         | ハード            | ピエール＝ユーグ・エルベール     | ファビオ・フォニーニ シモーネ・ボレッリ               | 4–6, 4–6                            |
| 準優勝 | 9.  | 2015年6月14日  | スヘルトーヘンボス   | 芝                | ピエール＝ユーグ・エルベール     | イボ・カロビッチ ルカシュ・クボット                   | 2-6, 6-7(11)                        |
| 優勝   | 9.  | 2015年6月21日  | ロンドン             | 芝                | ピエール＝ユーグ・エルベール     | ネナド・ジモニッチ マルチン・マトコフスキ             | 6-2, 6-2                            |
| 優勝   | 10. | 2015年9月12日  | 全米オープン         | ハード            | ピエール＝ユーグ・エルベール     | ジェイミー・マリー ジョン・ピアーズ                   | 6–4, 6–4                            |
| 準優勝 | 10. | 2015年9月27日  | メス                 | ハード (室内)     | ピエール＝ユーグ・エルベール     | ルカシュ・クボット エドゥアール・ロジェ＝バセラン     | 6-2, 3–6, ［7-10］                  |
| 優勝   | 11. | 2016年2月14日  | ロッテルダム         | ハード (室内)     | バセク・ポシュピシル             | フィリップ・ペッシュナー アレクサンダー・ペヤ         | 7–6(2), 6–4                         |
| 優勝   | 12. | 2016年3月19日  | インディアンウェルズ | ハード            | ピエール＝ユーグ・エルベール     | バセク・ポシュピシル ジャック・ソック                 | 6–3, 7–6(5)                         |
| 優勝   | 13. | 2016年4月2日   | マイアミ             | ハード            | ピエール＝ユーグ・エルベール     | レイベン・クラーセン ラジーブ・ラム                   | 5-7, 6–1,[10-7]                     |
| 優勝   | 14. | 2016年4月17日  | モンテカルロ         | クレー            | ピエール＝ユーグ・エルベール     | ジェイミー・マリー ブルーノ・ソアレス                 | 4–6, 6–0, [10–6]                    |
| 優勝   | 15. | 2016年6月19日  | ロンドン             | 芝                | ピエール＝ユーグ・エルベール     | アンドレ・サ クリス・グッチョーネ                     | 6-3, 7-6(5)                         |
| 優勝   | 16. | 2016年7月9日   | ウィンブルドン       | 芝                | ピエール＝ユーグ・エルベール     | ジュリアン・ベネトー エドゥアール・ロジェ＝バセラン   | 6-4, 7-6(1), 6–3                    |
| 準優勝 | 11. | 2016年10月23日 | アントワープ         | ハード (室内)     | ピエール＝ユーグ・エルベール     | ダニエル・ネスター エドゥアール・ロジェ＝バセラン     | 4-6, 4-6                            |
| 準優勝 | 12. | 2016年11月6日  | パリ                 | ハード (室内)     | ピエール＝ユーグ・エルベール     | ヘンリ・コンティネン ジョン・ピアーズ                 | 4–6, 6–3, [6–10]                    |
| 優勝   | 17. | 2017年2月26日  | マルセイユ           | ハード (室内)     | ジュリアン・ベネトー             | ロビン・ハーセ ドミニク・イングロット                 | 6–4, 6–7(9–11), [10–5]              |
| 準優勝 | 13. | 2017年5月14日  | マドリード           | クレー            | エドゥアール・ロジェ＝バセラン   | ルカシュ・クボット マルセロ・メロ                     | 5–7, 3–6                            |
| 優勝   | 18. | 2017年5月21日  | ローマ               | クレー            | ピエール＝ユーグ・エルベール     | イワン・ドディグ マルセル・グラノリェルス             | 4–6, 6–4, [10–3]                    |
| 優勝   | 19. | 2017年8月16日  | モントリオール       | ハード            | ピエール＝ユーグ・エルベール     | ロハン・ボパンナ イワン・ドディグ                     | 6–4, 3–6, [10–6]                    |
| 優勝   | 20. | 2017年8月23日  | シンシナティ         | ハード            | ピエール＝ユーグ・エルベール     | ジェイミー・マリー ブルーノ・ソアレス                 | 7–6(8), 6–4                         |
| 優勝   | 21. | 2018年2月18日  | ロッテルダム         | ハード (室内)     | ピエール＝ユーグ・エルベール     | オリバー・マラチ マテ・パビッチ                       | 2–6, 6–2, [10–7]                    |
| 優勝   | 22. | 2018年6月9日   | 全仏オープン         | クレー            | ピエール＝ユーグ・エルベール     | オリバー・マラチ マテ・パビッチ                       | 6–2, 7–6(4)                         |
| 優勝   | 23. | 2018年9月23日  | メス                 | ハード (室内)     | エドゥアール・ロジェ＝バセラン   | ケン・スクプスキ ニール・スクプスキ                   | 6-1, 7-5                            |
| 優勝   | 24. | 2018年10月21日 | アントワープ         | ハード (室内)     | エドゥアール・ロジェ＝バセラン   | マルセロ・デモリエ サンティアゴ・ゴンザレス           | 6-4, 7-5                            |
| 準優勝 | 14. | 2018年11月18日 | ロンドン             | ハード（室内）    | ピエール＝ユーグ・エルベール     | マイク・ブライアン ジャック・ソック                   | 7-5, 1-6, [11-13]                   |
| 優勝   | 25. | 2019年1月26日  | 全豪オープン         | ハード            | ピエール＝ユーグ・エルベール     | ヘンリ・コンティネン ジョン・ピアース                 | 6–4, 7–6(1)                         |
| 準優勝 | 15. | 2019年7月13日  | ウィンブルドン       | 芝                | エドゥアール・ロジェ＝バセラン   | フアン・セバスティアン・カバル ロベルト・ファラ       | 7-6(5), 6-7(5), 6-7(6), 7-6(5), 3-6 |
| 準優勝 | 16. | 2019年9月16日  | メス                 | ハード            | エドゥアール・ロジェ＝バセラン   | ロベルト・リンドステッド ヤン＝レナード・シュトルフ   | 2-6, 7-6(1), [4-10]                 |
| 優勝   | 26. | 2019年9月30日  | 東京                 | ハード            | エドゥアール・ロジェ＝バセラン   | ニコラ・メクティッチ フランク・シュクゴール           | 7-6(7), 6-4                         |
| 優勝   | 27. | 2019年10月28日 | パリ                 | ハード            | ピエール＝ユーグ・エルベール     | カレン・ハチャノフ アンドレイ・ルブレフ               | 6–4, 6-1                            |
| 優勝   | 28. | 2019年11月17日 | ロンドン             | ハード（室内）    | ピエール＝ユーグ・エルベール     | レイベン・クラーセン マイケル・ヴィーナス             | 6-3, 6-4                            |
| 優勝   | 29. | 2020年2月16日  | ロッテルダム         | ハード（室内）    | ピエール＝ユーグ・エルベール     | ヤン＝レナード・シュトルフ ヘンリー・コンティネン     | 7-6(5), 4-6, [10-7]                 |
| 優勝   | 30. | 2020年2月23日  | マルセイユ           | ハード（室内）    | バセク・ポシュピシル             | ウェスリー・クールホフ ニコラ・メクティッチ           | 6-3, 6-4                            |

## シングルス成績
略語の説明
| W | F | SF | QF | #R | RR | Q# | LQ | A | Z# | PO | G | S | B | NMS | P | NH |

W=優勝, F=準優勝, SF=ベスト4, QF=ベスト8, #R=#回戦敗退, RR=ラウンドロビン敗退, Q#=予選#回戦敗退, LQ=予選敗退, A=大会不参加, Z#=デビスカップ/BJKカップ地域ゾーン, PO=デビスカップ/BJKカッププレーオフ, G=オリンピック金メダル, S=オリンピック銀メダル, B=オリンピック銅メダル, NMS=マスターズシリーズから降格, P=開催延期, NH=開催なし.
| 大会           | 2000 | 2001 | 2002 | 2003 | 2004 | 2005 | 2006 | 2007 | 2008 | 2009 | 2010 | 2011 | 2012 | 2013 | 2014 | 2015 | 2016 | 2017 | 2018 | 2019 | 通算成績 |
| -------------- | ---- | ---- | ---- | ---- | ---- | ---- | ---- | ---- | ---- | ---- | ---- | ---- | ---- | ---- | ---- | ---- | ---- | ---- | ---- | ---- | -------- |
| 全豪オープン   | A    | 1R   | LQ   | A    | 1R   | LQ   | LQ   | 2R   | 2R   | A    | A    | 2R   | 3R   | A    | 1R   | LQ   | 2R   | 1R   | LQ   | LQ   | 6–9      |
| 全仏オープン   | 1R   | 1R   | LQ   | 1R   | 1R   | LQ   | 1R   | 1R   | 1R   | LQ   | 2R   | 1R   | 3R   | 1R   | 1R   | 3R   | 2R   | 1R   | 1R   | 3R   | 8–17     |
| ウィンブルドン | A    | A    | A    | LQ   | LQ   | LQ   | 3R   | 2R   | 1R   | 1R   | 1R   | 1R   | 2R   | 2R   | 1R   | 2R   | 4R   | 1R   | LQ   | LQ   | 9-12     |
| 全米オープン   | A    | A    | LQ   | 1R   | 1R   | LQ   | 2R   | 1R   | 1R   | LQ   | LQ   | 2R   | 1R   | 1R   | 1R   | 2R   | 3R   | 3R   | 2R   |      | 8–13     |

### 大会最高成績
| 大会                 | 成績 | 年         |
| -------------------- | ---- | ---------- |
| ATPファイナルズ      | A    | 出場なし   |
| インディアンウェルズ | 2R   | 2012, 2016 |
| マイアミ             | 4R   | 2017       |
| モンテカルロ         | 2R   | 2014       |
| マドリード           | 2R   | 2017       |
| ローマ               | 2R   | 2016       |
| カナダ               | 2R   | 2008       |
| シンシナティ         | 2R   | 2016       |
| 上海                 | Q2   | 2015       |
| パリ                 | 3R   | 2017       |
| ハンブルク           | 1R   | 2008       |
| オリンピック         | A    | 出場なし   |
| デビスカップ         | W    | 2017       |
| ATPカップ            | RR   | 2020, 2021 |

## ダブルス成績

### 大会最高成績
| 大会                 | 成績 | 年         |
| -------------------- | ---- | ---------- |
| ATPファイナルズ      | W    | 2019, 2021 |
| インディアンウェルズ | W    | 2016       |
| マイアミ             | W    | 2016       |
| モンテカルロ         | W    | 2016       |
| マドリード           | F    | 2017       |
| ローマ               | W    | 2017       |
| カナダ               | W    | 2017       |
| シンシナティ         | W    | 2017       |
| 上海                 | SF   | 2019       |
| パリ                 | W    | 2019       |
| オリンピック         | 1R   | 2016, 2021 |
| デビスカップ         | W    | 2017       |
| ATPカップ            | RR   | 2020, 2021 |